# Landkreis Außig

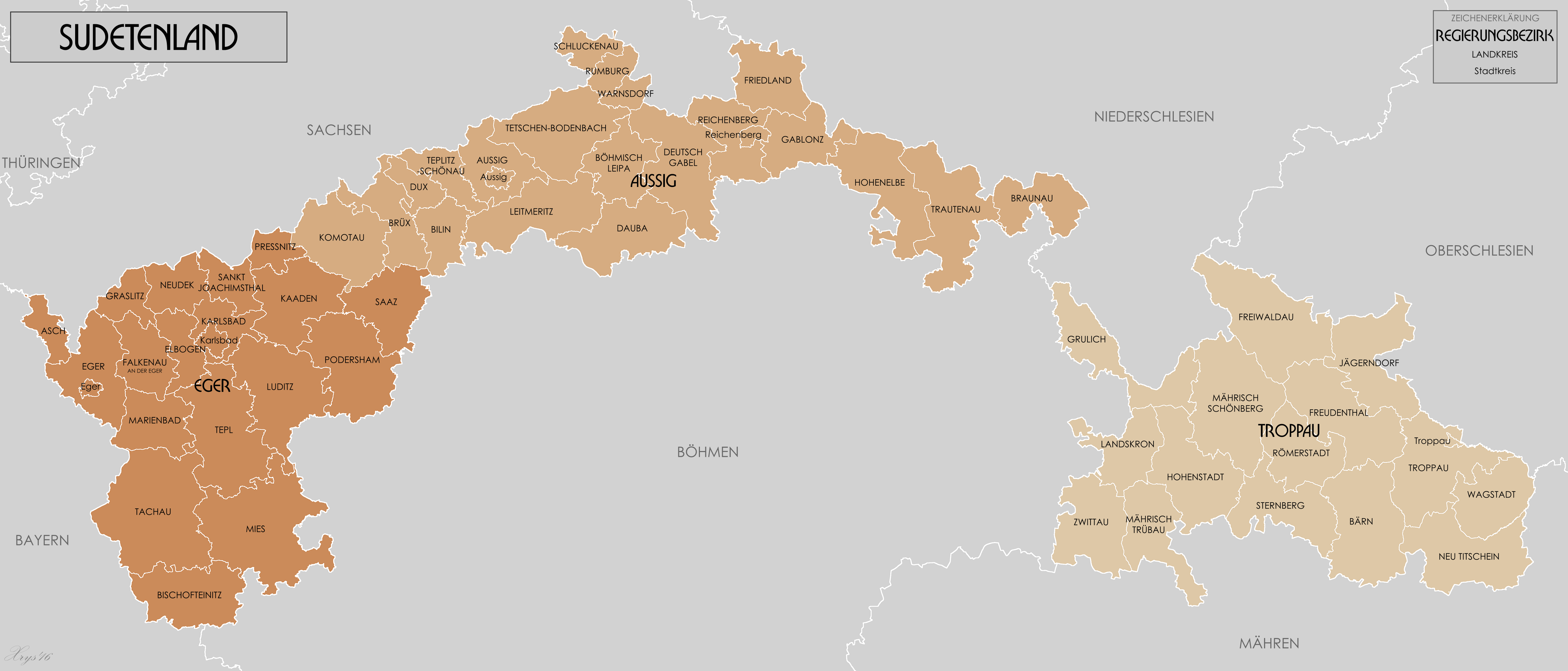
Verwaltungskarte des Reichsgaus Sudetenland

Der Landkreis Außig bestand in der Zeit zwischen 1938 und 1945 im vom Deutschen Reich annektierten Sudetenland bzw. Reichsgau Sudetenland. Er umfasste am 1. Januar 1945 die Stadt Karbitz, die Märkte Groß Priesen und Mariaschein sowie 85 weitere Gemeinden.
Bei der Volkszählung 1939 hatte der Landkreis Aussig 56201 Einwohner auf 318,81 km².

## Verwaltungsgeschichte

### Donaumonarchie bis 1918 / Tschechoslowakei / Deutsche Besatzung
Bis 1918 gehörte Aussig als Teil Bezirks Aussig im Königreichs Böhmen zur Habsburgermonarchie. Nach Gründung der Tschechoslowakei kam der Bezirk unter tschechische Verwaltung. Bis zum Münchner Abkommen vom 29. September 1938 gehörte der politische Bezirk Ústí nad Labem zur Tschechoslowakei.
In der Zeit vom 1. bis 10. Oktober 1938 besetzten deutsche Truppen das Sudetenland. Der politische Bezirk Ústí nad Labem trug fortan die frühere deutsch-österreichische Bezeichnung Aussig und umfasste die Gerichtsbezirke Karbitz und Außig. Seit dem 20. November 1938 führte er die Bezeichnung „Landkreis“. Er unterstand bis zu diesem Tage dem Oberbefehlshaber des Heeres, Generaloberst Walther von Brauchitsch, als Militärverwaltungschef.

### Deutsches Reich
Am 21. November 1938 wurde der Landkreis Aussig förmlich in das Deutsche Reich eingegliedert und kam zum Verwaltungsbezirk der Sudetendeutschen Gebiete unter dem Reichskommissar Konrad Henlein. Sitz der Kreisverwaltung wurde die Stadt Außig.
Ab dem 15. April 1939 galt das Gesetz über den Aufbau der Verwaltung im Reichsgau Sudetenland (Sudetengaugesetz). Danach kam der Landkreis Aussig zum Reichsgau Sudetenland und wurde dem neuen Regierungsbezirk Aussig zugeteilt.
Nach Verordnung zur Neugliederung des Reichsgaus Sudetenland in Stadt- und Landkreise blieb der Landkreis Aussig erhalten. Die Stadt Aussig selbst wurde aber – nach Eingliederung der Gemeinden Hottowies, Pokau, Prödlitz, Schreckenstein, Türmitz und Ziebernik – zum 1. Mai 1939 aus dem Kreisgebiet herausgelöst und bildete fortan einen eigenen Stadtkreis. Bei diesem Zustand blieb es bis zum Ende des Zweiten Weltkriegs.
Seit 1945 gehörte das Gebiet wieder zur Tschechoslowakei und seit 1993 zur Tschechischen Republik.

### Bevölkerungsentwicklung
Das Gebiet des Landkreises Außig hatte am 1. Dezember 1930 61.721  Einwohner, am 17. Mai 1939 56.201 und am 22. Mai 1947 36.541 Bewohner.

## Personen

### Landräte
1938–1939: Friedrich von Alten (kommissarisch)
1939–1944: Wilhelm Bruy
1944–1945: Heinz Doering (komm.)

### NSDAP-Kreisleiter
1938–1945: Rudolf Schittenhelm (1897–1945)

## Kommunalverfassung
Bereits am Tag vor der förmlichen Eingliederung in das Deutsche Reich, nämlich am 20. November 1938, wurden alle Gemeinden der Deutschen Gemeindeordnung vom 30. Januar 1935 unterstellt, welche die Durchsetzung des Führerprinzips auf Gemeindeebene vorsah. Es galten fortan die im bisherigen Reichsgebiet üblichen Bezeichnungen, nämlich statt:
- Ortsgemeinde: Gemeinde,
- Marktgemeinde: Markt,
- Stadtgemeinde: Stadt,
- politischer Bezirk: Landkreis.

## Ortsnamen
Es galten die bisherigen Ortsnamen weiter, und zwar in der deutsch-österreichischen Fassung von 1918.

## Städte und Gemeinden
1. Arbesau
2. Arnsdorf
3. Auschina
4. Birnai
5. Böhmisch Bokau
6. Böhmisch Kahn
7. Böhmisch Neudörfl
8. Budowe
9. Deutsch Kahn
10. Deutsch Neudörfl
11. Doppitz
12. Dubitz
13. Ebersdorf
14. Gartitz
15. Groß Kaudern
16. Groß Priesen
17. Groß Tschochau
18. Habrowan
19. Herbitz
20. Hohenstein
21. Johnsdorf
22. Karbitz
23. Klein Kahn
24. Klein Kaudern
25. Klein Priesen
26. Klein Tschochau
27. Kninitz
28. Kojeditz
29. Kosten
30. Kratschen
31. Kulm
32. Leißen
33. Leschtine
34. Leukersdorf
35. Lieben
36. Liesdorf
37. Lochtschitz
38. Luschwitz
39. Malschen
40. Mariaschein
41. Marschen
42. Modlan
43. Mörkau
44. Morwan
45. Mosern
46. München
47. Nemschen
48. Nestersitz
49. Nestomitz
50. Neudörfel
51. Neu Modlan
52. Nollendorf
53. Padloschin
54. Peterswald
55. Pömerle
56. Postitz
57. Presei
58. Pristen
59. Qualen
60. Raudnig
61. Reindlitz
62. Saara
63. Salesel
64. Saubernitz
65. Schanda
66. Schöbritz
67. Schönfeld
68. Schönwald
69. Schwaden
70. Seesitz
71. Senseln
72. Slabisch
73. Sobochleben
74. Spansdorf
75. Staditz
76. Stöben
77. Straden
78. Streckenwald
79. Strisowitz
80. Suchey
81. Tellnitz
82. Tillisch
83. Troschig
84. Waltire
85. Wanow
86. Wiklitz
87. Wittal
88. Wittine